# Turniej Gwiazdkowy 2004
Turniej Gwiazdkowy 2004 – 12. edycja turnieju żużlowego rozgrywanego w Pile, który odbył się 4 grudnia 2004. Zwyciężył Rafał Dobrucki.

## Wyniki

### Turniej zasadniczy
- Piła, 4 grudnia 2004
- NCD: Mariusz Franków – 64,16 w wyścigu 11
- Sędzia: Józef Piekarski

| Msc. | Zawodnik                | Klub    | Pkt |                |  |
| ---- | ----------------------- | ------- | --- | -------------- |  |
| 1    | (2) Rafał Dobrucki      | Leszno  | 14  | (2,3,3,3,3)    |  |
| 2    | (8) Łukasz Romanek      | Rybnik  | 13  | (3,3,3,2,2)    |  |
| 3    | (4) Mariusz Franków     | Lublin  | 12  | (3,0,3,3,3)    |  |
| 4    | (3) Steffen Mell        | Niemcy  | 11  | (0,3,2,3,3)    |  |
| 5    | (9) Roberto Haupt       | Niemcy  | 11  | (3,3,1,2,2)    |  |
| 6    | (1) Rafał Kowalski      | Piła    | 11  | (1,2,2,3,3)    |  |
| 7    | (10) Adrian Gomólski    | Gniezno | 8   | (2,2,2,2,d)    |  |
| 8    | (6) Rene Schaefer       | Niemcy  | 7   | (1,1,3,u,2)    |  |
| 9    | (14) Łukasz Nowak       | Piła    | 6   | (2,0,0,2,2)    |  |
| 10   | (15) Marek Szczyrba     | Rybnik  | 6   | (1,2,1,1,1)    |  |
| 11   | rez. Rafał Krygiel      | Piła    | 4   | (1,dst,1,1,1)  |  |
| 12   | (5) Oskar Wolsztyński   | Piła    | 3   | (0,1,2,1,ns)   |  |
| 13   | (13) Maciej Kierzkowski | Piła    | 2   | (3,d,ns,ns,ns) |  |
| 14   | (16) Wojciech Druchniak | Rybnik  | 2   | (0,2,wu,ns,ns) |  |
| 15   | (7) Maciej Jąder        | Piła    | 2   | (2,u/-)        |  |
| 16   | (12) Robert Mikołajczak | Piła    | 2   | (1,1,d,ns,ns)  |  |
| 17   | (11) Paweł Kowalewski   | Piła    | 0   | (0,wsu,ns,ns,) |  |

Bieg po biegu
1. [64,16] Franków, Dobrucki, Kowalski, Mell
2. [67,20] Romanek, Jąder, Schaefer, Wolsztyński
3. [68,05] Haupt, Gomólski, Mikołajczak, Kowalewski
4. [69,88] Kierzkowski, Nowak, Szczyrba, Druchniak
5. [68,04] Haupt, Kowalski, Wolsztyński, Kierzkowski
6. [65,78] Dobrucki, Gomólski, Schaefer, Nowak
7. [66,93] Mell, Szczyrba, Krygiel, Kowalewski Krygiel za Jądra
8. [67,40] Romanek, Druchniak, Mikołajczak, Franków
9. [69,14] Schaefer, Kowalski, Krygiel, Kowalewski Krygiel za Kowalewskiego
10. [67,60] Dobrucki, Wolsztyński, Szczyrba, Mikołajczak
11. [67,10] Romanek, Mell, Haupt, Nowak
12. [68,90] Franków, Gomólski, Krygiel, Kierzkowski Krygiel za Jądra
13. [69,06] Kowalski, Nowak, Krygiel, Mikołajczak Krygiel za Jądra
14. [66,38] Dobrucki, Romanek, Kierzkowski, Kowalewski
15. [67,65] Mell, Gomólski, Wolsztyński, Druchniak
16. [69,12] Franków, Haupt, Szczyrba, Schaefer
17. [68,15] Kowalski, Romanek, Szczyrba, Gomólski
18. [68,83] Dobrucki, Haupt, Krygiel, Druchniak Krygiel za Jądra
19. [69,13] Mell, Schaefer, Kierzkowski, Mikołajczak
20. [71,50] Franków, Nowak, Kowalewski, Wolsztyński